# جوبنه
جوبنه، روستایی است از توابع بخش سنگر شهرستان رشت در استان گیلان ایران.
از جمله فعالیت های مردم این روستا میتوان به دامداری،کشاورزی و پرورش ماهیان آب های شیرین اشاره کرد.
همچنین یکی از رودهای مهم استان گیلان به نام خمام رود از این روستا عبور میکند.

## جمعیت
این روستا در دهستان اسلام‌آباد قرار دارد و براساس سرشماری مرکز آمار ایران در سال ۱۳۸۵، جمعیت آن ۱۴۰۷ نفر (۳۸۸خانوار) بوده‌است.